# Shinji Murai
Shinji Murai (jap. 村井 慎二, Murai Shinji; * 1. Dezember 1979 in Chiba, Präfektur Chiba) ist ein ehemaliger japanischer Fußballspieler.

## Nationalmannschaft
2005 debütierte Murai für die japanische Fußballnationalmannschaft. Murai bestritt fünf Länderspiele.